# Гаяно-американські відносини
Гаяно-американські відносини — двосторонні дипломатичні відносини між Гаяною та США.

## Історія
Починаючи з кінця 1980-х років Гаяна прагне поліпшення відносин зі США, ця політика є частиною рішення переходу від державного соціалізму та однопартійного управління до ринкової економіки та більших громадянських свобод. Завдяки проведенню вільних демократичних виборів у Гаяні, США стали ближче співпрацювати з нею в галузі безпеки, а також розширили торговельно-економічну основу відносин. Сполучені Штати надають підтримку у становленні демократії та повазі прав людини в Гаяні.

## Торгівля
У 2011 році номінальний валовий внутрішній продукт Гаяни склав 1,9 млрд доларів США, з населенням у 751 000 чоловік ВВП на душу населення становить 2500 доларів. У 2011 році сектор послуг склав близько 65 відсотків від ВВП, потім йдуть сільськогосподарський та гірничодобувний сектори, які складаються 23% та 10% відповідно. На виробничий сектор припадає 4 відсотки від ВВП. У 2011 році США стали основним торговим партнером Гаяни, експорт до США становив суму в 424,5 млн доларів, а імпорт американських товарів — 363,6 млн доларів. Гаянські товари: цукор, морепродукти, фрукти та інші сільськогосподарські продукти отримали право на безмитний доступ на ринок США в рамках програми Caribbean Basin Trade Partnership Act, яка була продовжена до 2020 року.